# ثامر السويط
ثامر سعد غيث غانم جليدان السويط الظفيري (13 فبراير 1976 -)، مُهندس ونائب سابق في مجلس الأمة الكويتي.

## تعليمه ومسيرته
حاصل ثامر السويط على بكالوريوس هندسة معمارية من جامعة ميلواكي الأمريكية وعمل خبير هندسي بإدارة الخبراء بوزارة العدل وعمل مُهندسًا في وزارة الأشغال. خاض ثامر السويط انتخابات مجلس الأمة الكويتي 2016 في الدائرة الرابعة وحصل على 5,601 صوت مُحتلاً بذلك المركز الأول على مُستوى جميع دوائر الكويت الإنتخابية.

## أبرز مواقفه في مجلس الأمة

### مجلس الأمة 2016
| الكتلة                                                   | مستقل                    |
| استجواب الوزيرة هند الصبيح (يناير 2018)                  | غير موجود (علاج بالخارج) |
| استجواب الوزير بخيت الرشيدي (2018)                       | غير موجود (علاج بالخارج) |
| استجواب الوزيرة هند الصبيح (مايو 2018)                   | غير موجود (علاج بالخارج) |
| استجواب الوزير خالد الروضان (2019)                       | مع الاستجواب             |
| استجواب الوزير محمد الجبري (2019)                        | ضد الاستجواب             |
| استجواب الوزير نايف الحجرف (2019)                        | مع الاستجواب             |
| استجواب الوزير براك الشيتان (2020)                       | ضد الاستجواب             |
| استجواب الوزير أنس الصالح (أغسطس 2020)                   | مع الاستجواب             |
| استجواب الوزير سعود هلال الحربي (أغسطس 2020)             | ضد الاستجواب             |
| استجواب الوزير سعود هلال الحربي (سبتمبر 2020)            | ضد الاستجواب             |
| استجواب الوزير أنس الصالح (سبتمبر 2020)                  | مع الاستجواب             |
| تصويت فتح باب ما يستجد من أعمال (تعديل النظام الانتخابي) | موافق                    |

### مجلس الأمة 2020
قدم ثامر السويط استجوابين في مجلس الأمة 2020، الأول بالتعاون مع النواب بدر الداهوم وخالد مؤنس العتيبي لرئيس مجلس الوزراء صباح الخالد من ثلاثة محاور وهي مخالفة صارخة لأحكام الدستور عند تشكيل الحكومة بعدم مراعاة عناصر واتجاهات المجلس الجديد، وهيمنة السلطة التنفيذية في تكوين البرلمان، والإخلال بالإلتزام الدستوري في المادة 98 من الدستور. أما الاستجواب الثاني تم تقديمه بالتعاون مع خالد مؤنس العتيبي وعبد الكريم الكندري ضد وزير الداخلية ثامر علي الصباح من سبعة محاور.
| استجواب الوزير حمد جابر العلي (يناير 2022)    | مع الاستجواب |
| استجواب الوزير أحمد ناصر الصباح (فبراير 2022) | مع الاستجواب |
| استجواب الوزير علي حسين الموسى (مارس 2022)    | مع الاستجواب |